# Son Sala
Son Sala és una antiga possessió del terme municipal de Campos, Mallorca que confrontava amb el camí de Campos a Llucmajor, amb la possessió d'es Gomeles i la de Païssa de Llucmajor. Era coneguda com a Onxa, ja que originàriament havia estat l'alqueria Onxa musulmana. El 1576 era de Jaume Sala. El 1642 pertanyia a l'honor Bartomeu Sala “d'Onxes” i era dedicada a vinya i a conreu de cereals. Actualment en deriven, entre altres propietats menors, les possessions de Son Sala i Son Saleta.

## Construccions
Les cases de la possessió presenten una gran façana principal orientada a llevant, sobre la qual es denoten diverses reformes al llarg de la història. El portal forà, d'arc de mig punt dovellat, s'emmarca pràcticament sobre l'eix que separa el bloc més modern a l'esquerra amb el més vell de la dreta. Al bloc modern de l'esquerra s'obre un segon portal, de llinda, i a la planta superior hi ha una finestra balconera més dues petites. Més cap a l'esquerra hi ha els edificis agrícoles. El bloc primitiu compta també amb un vell portal d'arc de mig punt, amb dovelles de gran mida. Al costat de la dreta s'obren dues finestres, i dues més a damunt amb ampit. A l'esquerra hi ha dos finestrons més i un portal de llinda cegat.